# Hideki Uchidate
Hideki Uchidate (内舘 秀樹, Uchidate Hideki) est un footballeur japonais né le 15 janvier 1974 à Saitama.